# Panagiá mou, panagiá mou
Chansons représentant la Grèce au Concours Eurovision de la chanson
Krasí, thálassa ke t'agóri mou
(1974) Máthema solfege
(1977)
Panagiá mou, panagiá mou (en grec Παναγιά μου, Παναγιά μου, en français Notre Dame, Notre Dame) est la chanson représentant la Grèce au Concours Eurovision de la chanson 1976. Elle est interprétée par Maríza Koch.

## Eurovision
Il s'agit de la deuxième participation de la Grèce au Concours Eurovision de la chanson. En 1975, la Grèce n'avait pas participé au concours pour protester contre les débuts de la Turquie alors qu'il y a l'invasion turque de Chypre en juillet 1974. La chanson évoque implicitement l'invasion.
La chanson est la dixième de la soirée, suivant Mata Hari interprétée par Anne-Karine Strøm pour la Norvège et précédant Pump-Pump interprétée par Fredi & Ystävät pour la Finlande.
Pendant la prestation grecque, la télévision turque TRT 1 arrête la diffusion du Concours et diffuse à la place la chanson folklorique turque Memleketim (en français, Mon pays), un hymne des nationalistes turcs.
À la fin des votes, elle obtient 20 points et finit à la 13e place sur dix-huit participants.